# 4666 Dietz
4666 Dietz је астероид главног астероидног појаса чија средња удаљеност од Сунца износи 2,340 астрономских јединица (АЈ).
Апсолутна магнитуда астероида је 13,0.